# Boarta, Sibiu
Boarta (în dialectul săsesc Mächelsdref, în germană Michelsdorf, în maghiară Mihályfalva, Szentmihályfalva) este un sat în comuna Șeica Mare din județul Sibiu, Transilvania, România.

## Istoric

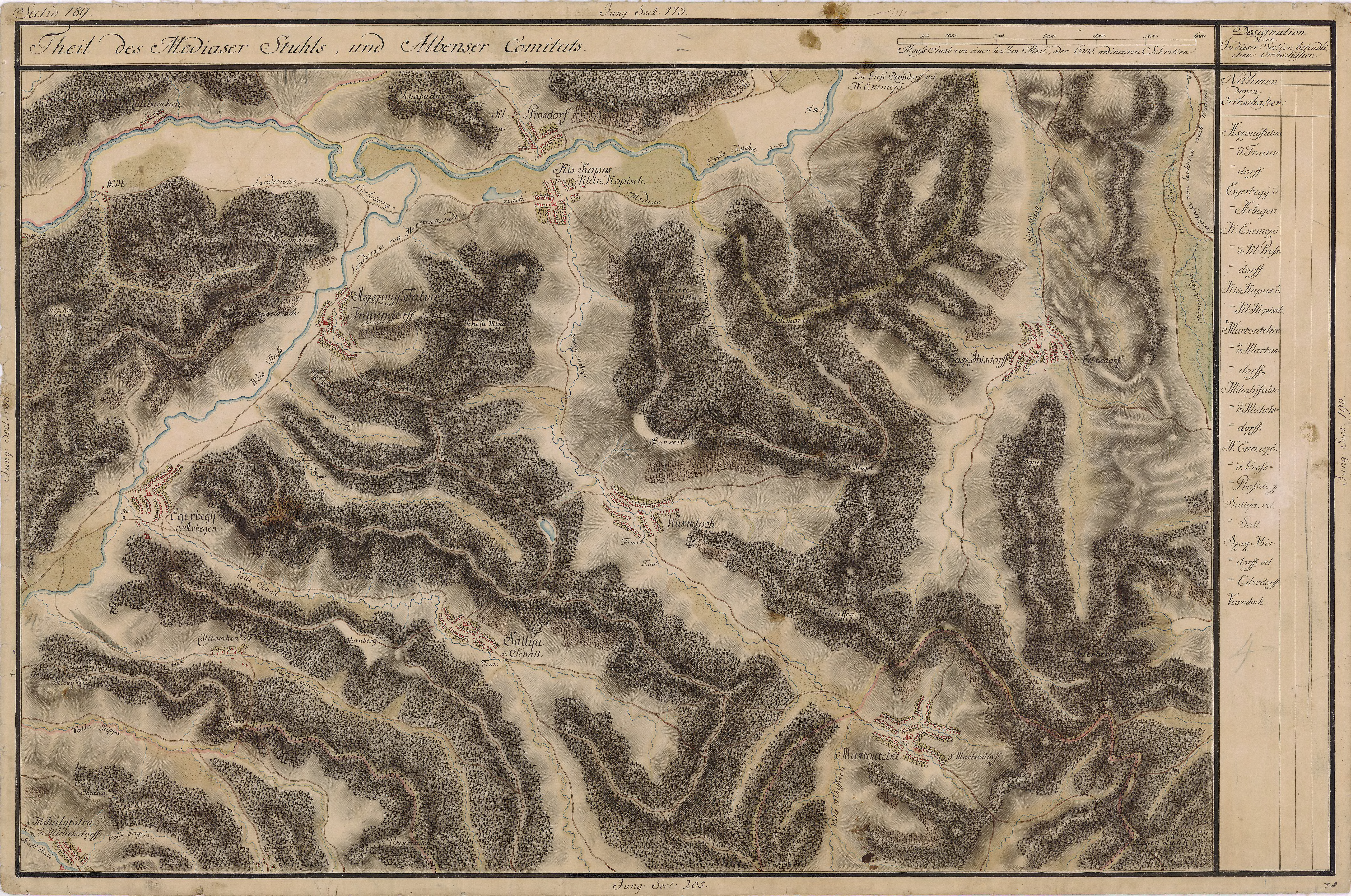
Boarta în Harta Iosefină a Transilvaniei, 1769-1773

Așezare a unei comunități de daci care trăiau sub ocupație romană (sec. II-III d.C.).
Anul primei atestări scrise a satului: 1347.

## Clădiri istorice
- Biserica Sfântul Mihail din Boarta (sec. al XV-lea) s-a aflat în zona cimitirului actual. Numele german al localității provine de la patrociniul bisericii medievale.[1]
- Castelul Tobias, 1770

## Imagini

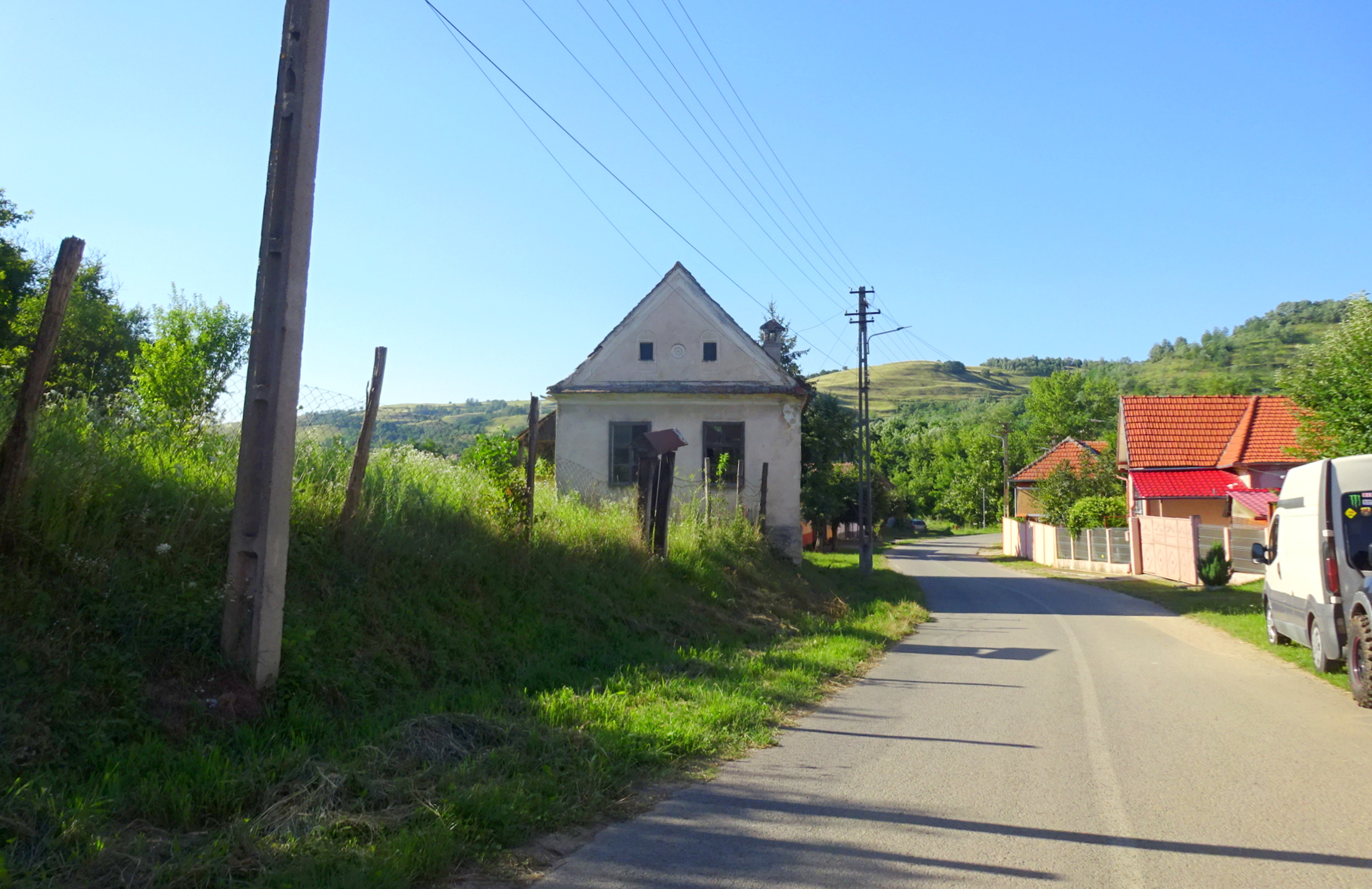
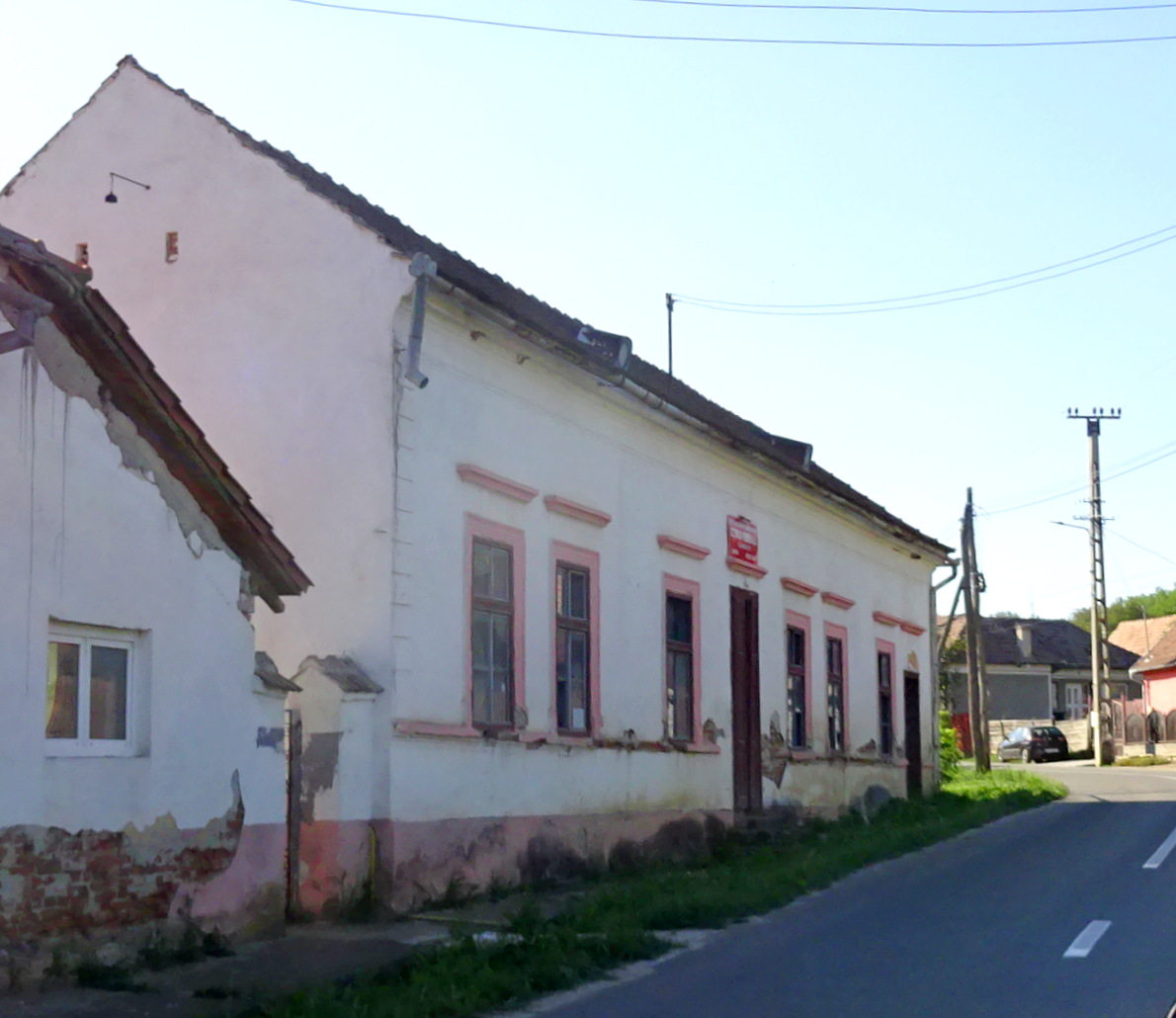
Școala
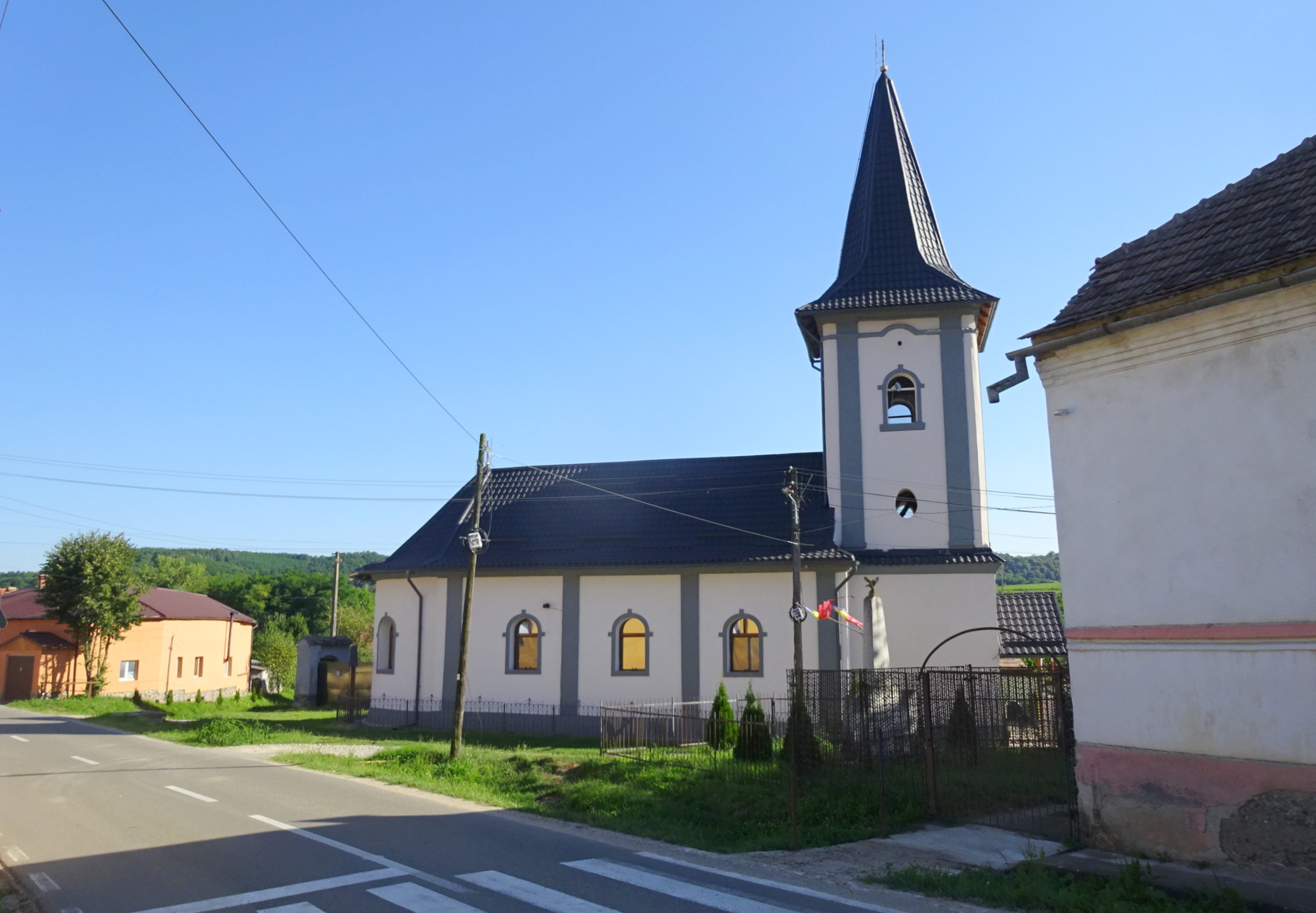
Biserica Sfinții Arhangheli
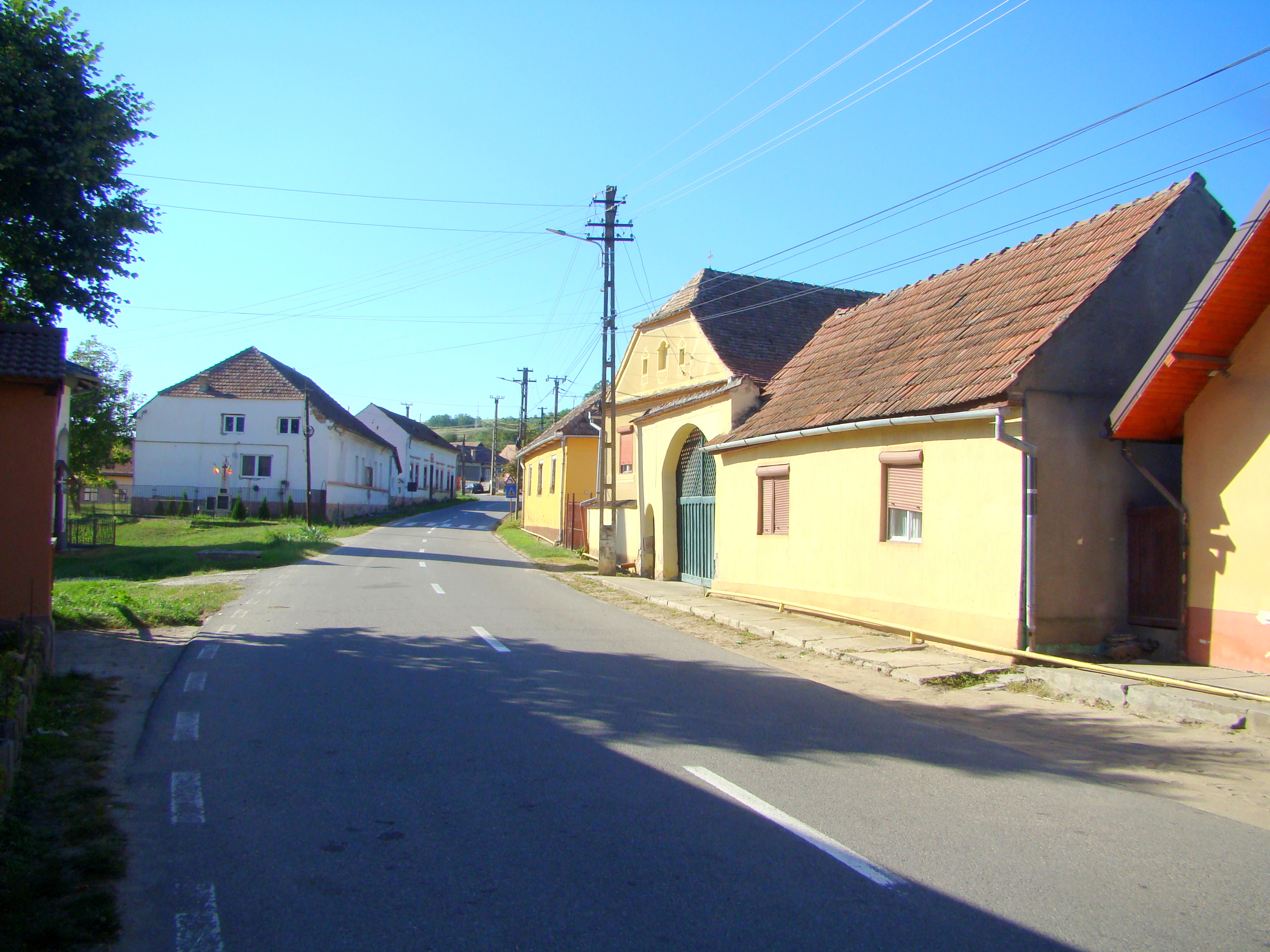
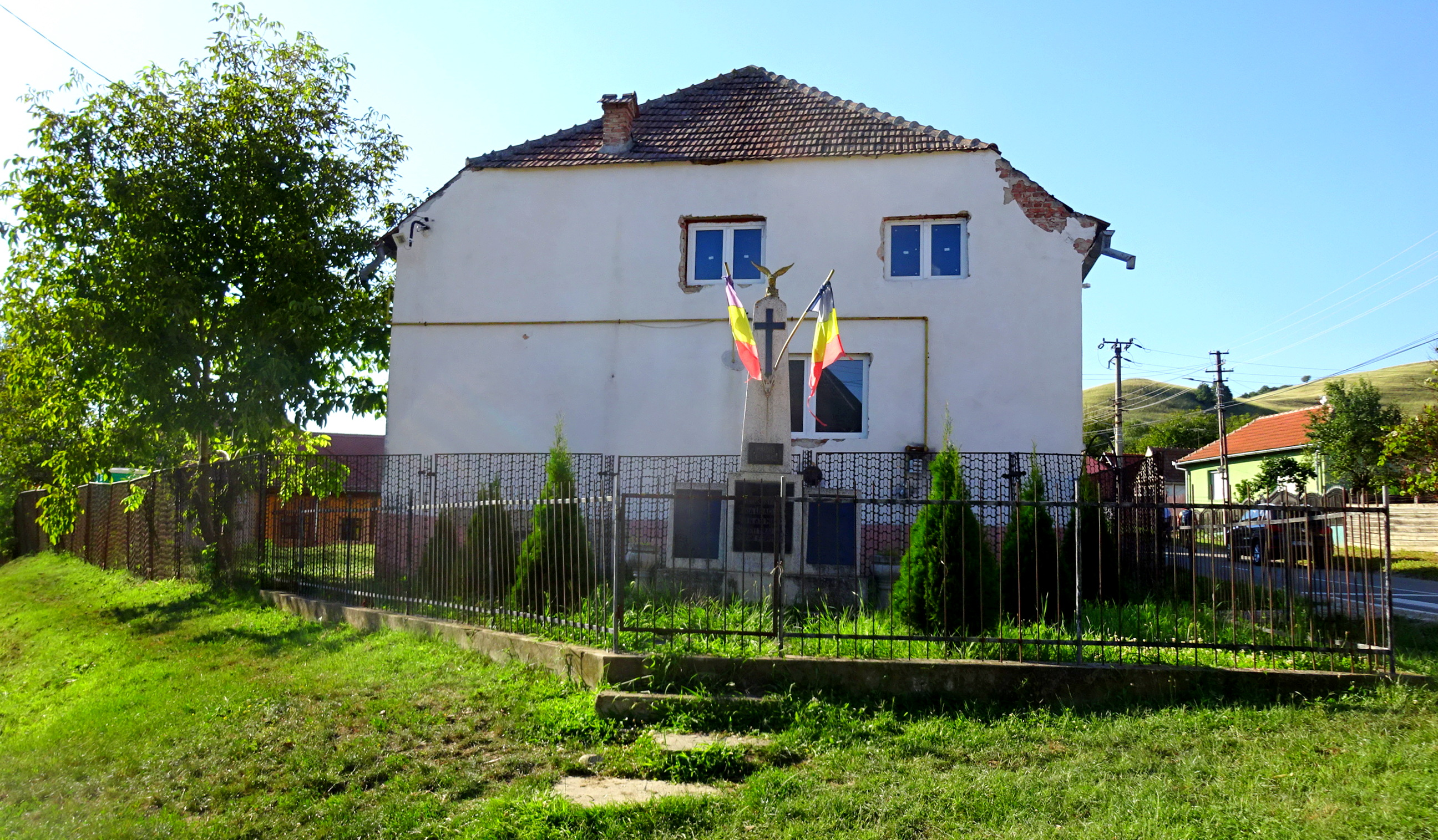
Monumentul Eroilor
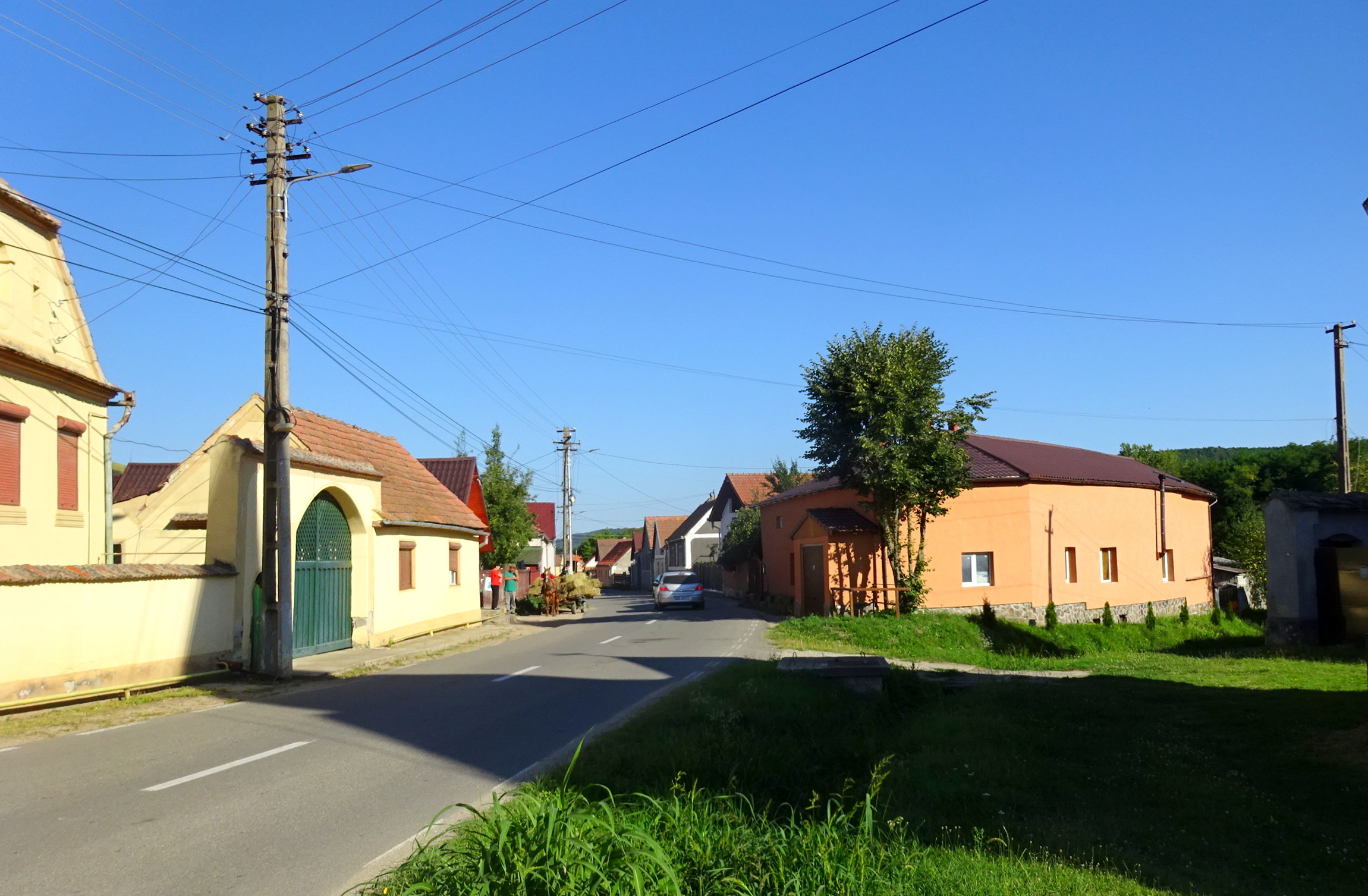
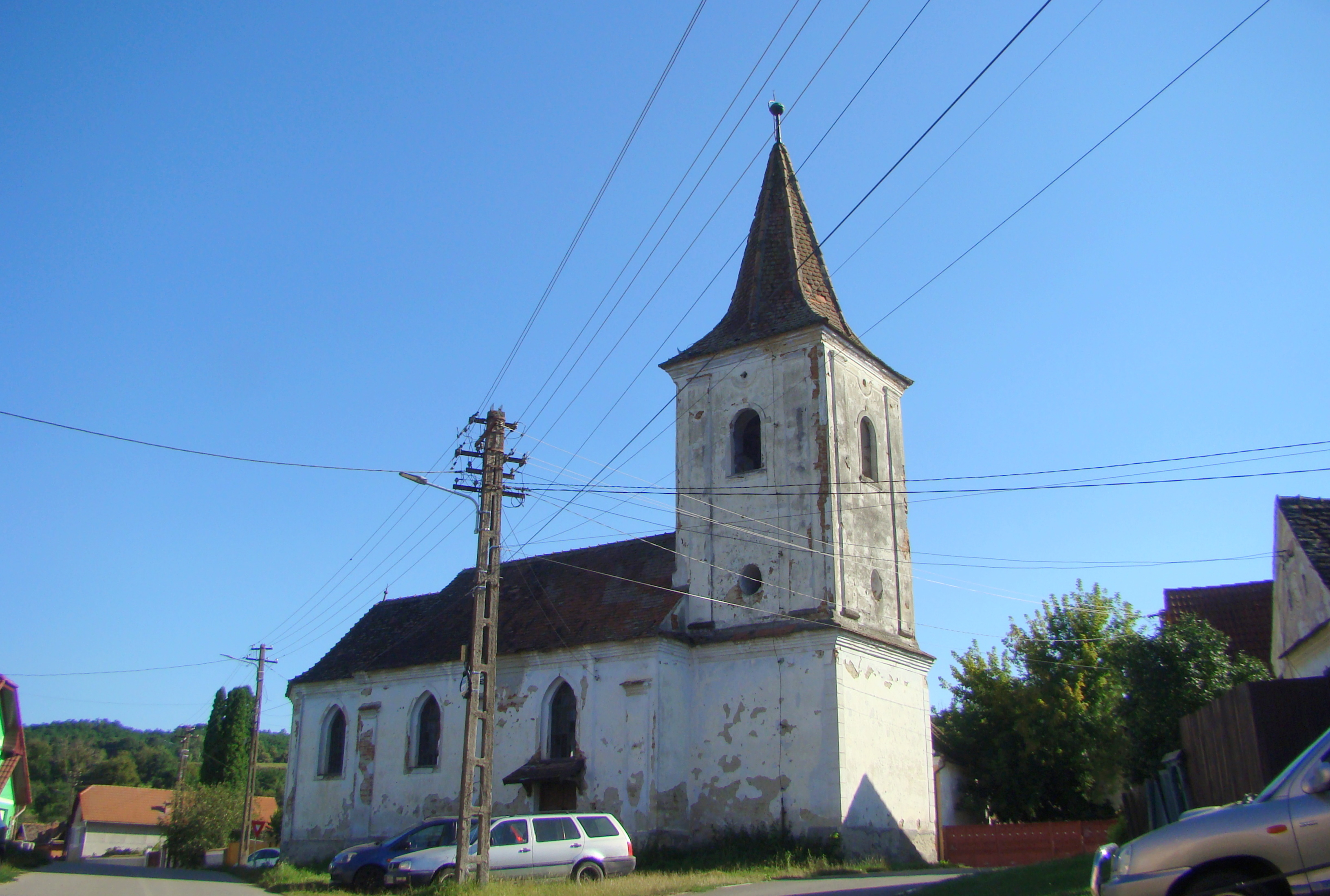
Biserica luterană
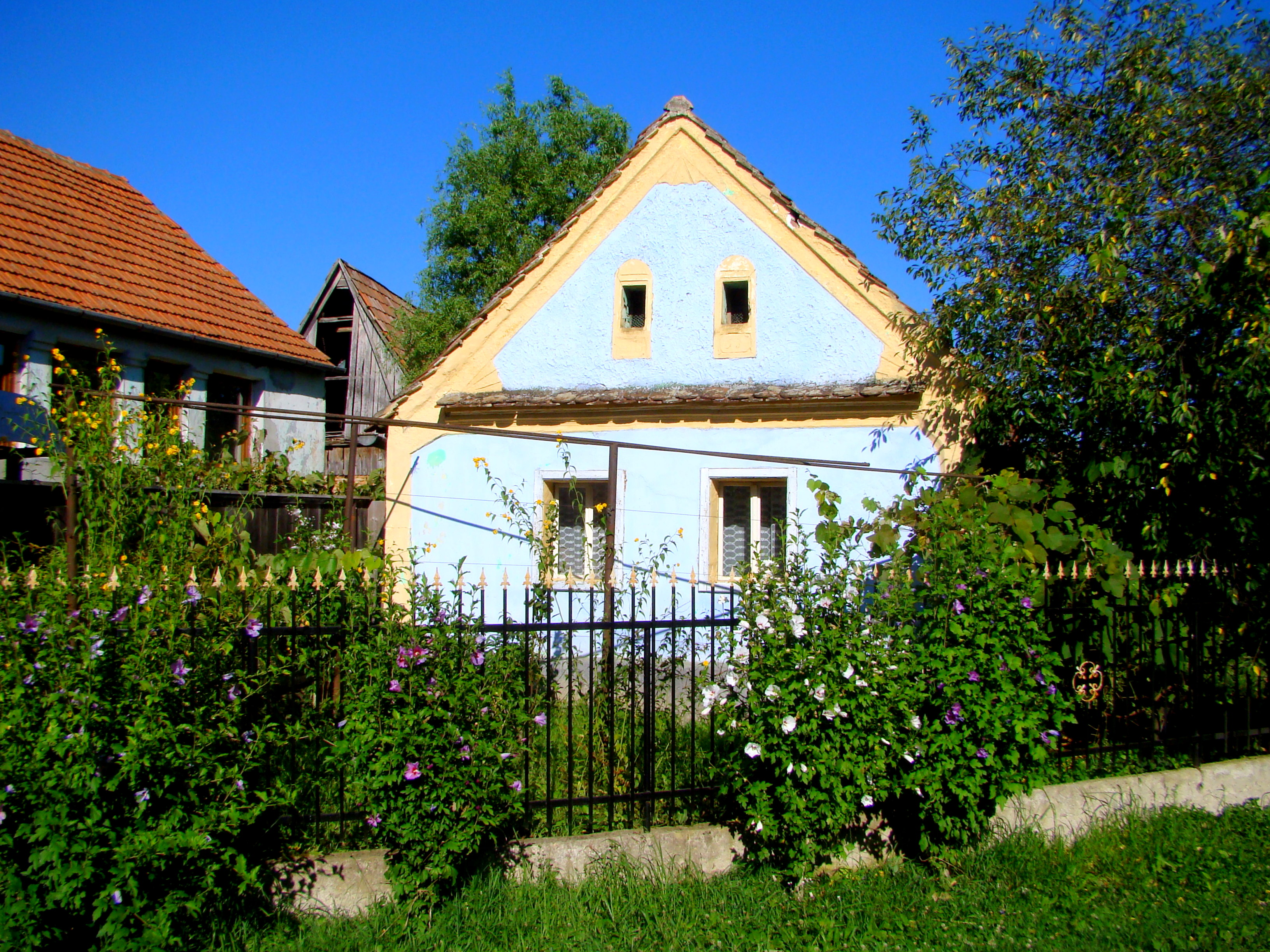
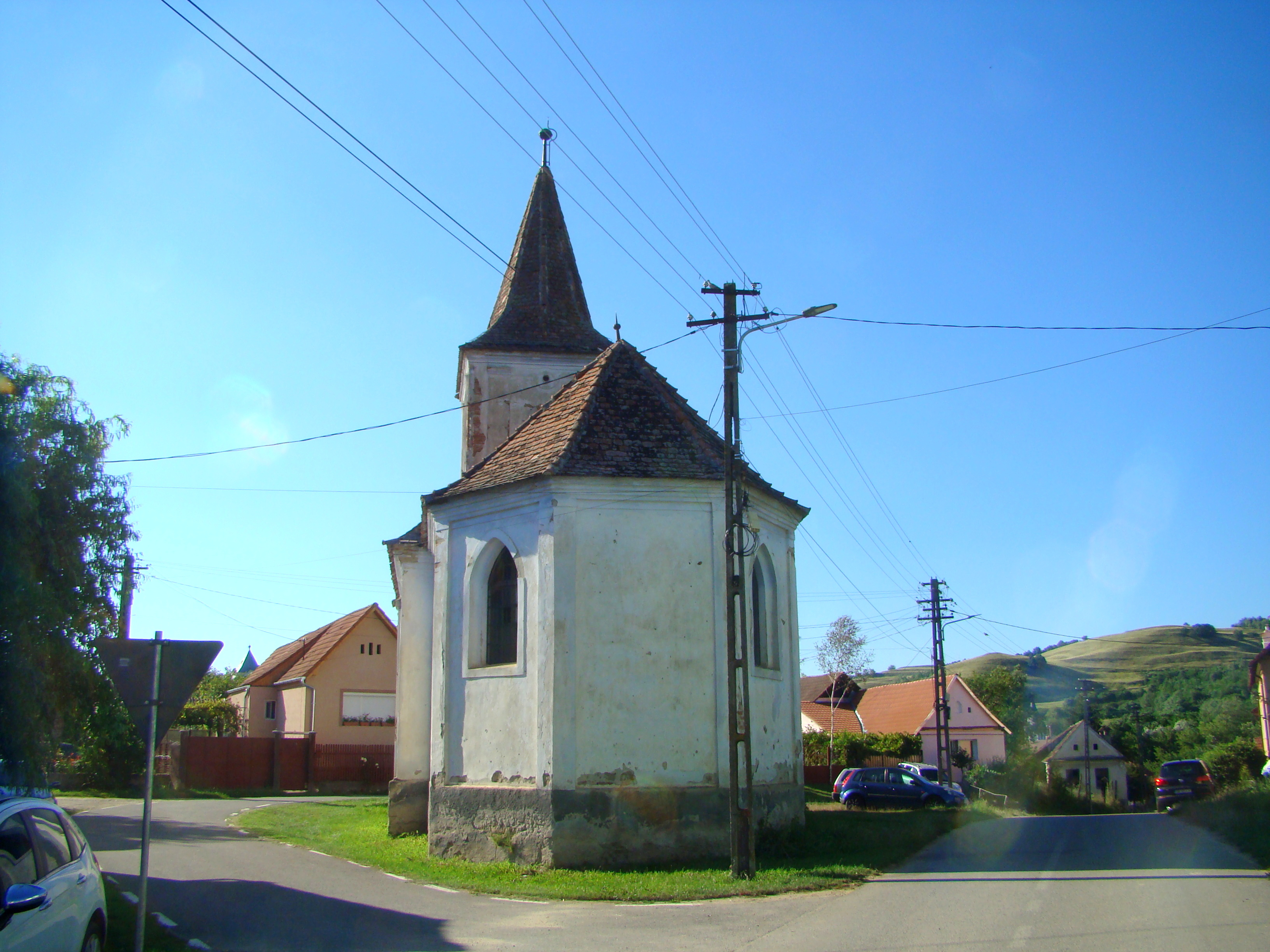
Biserica luterană
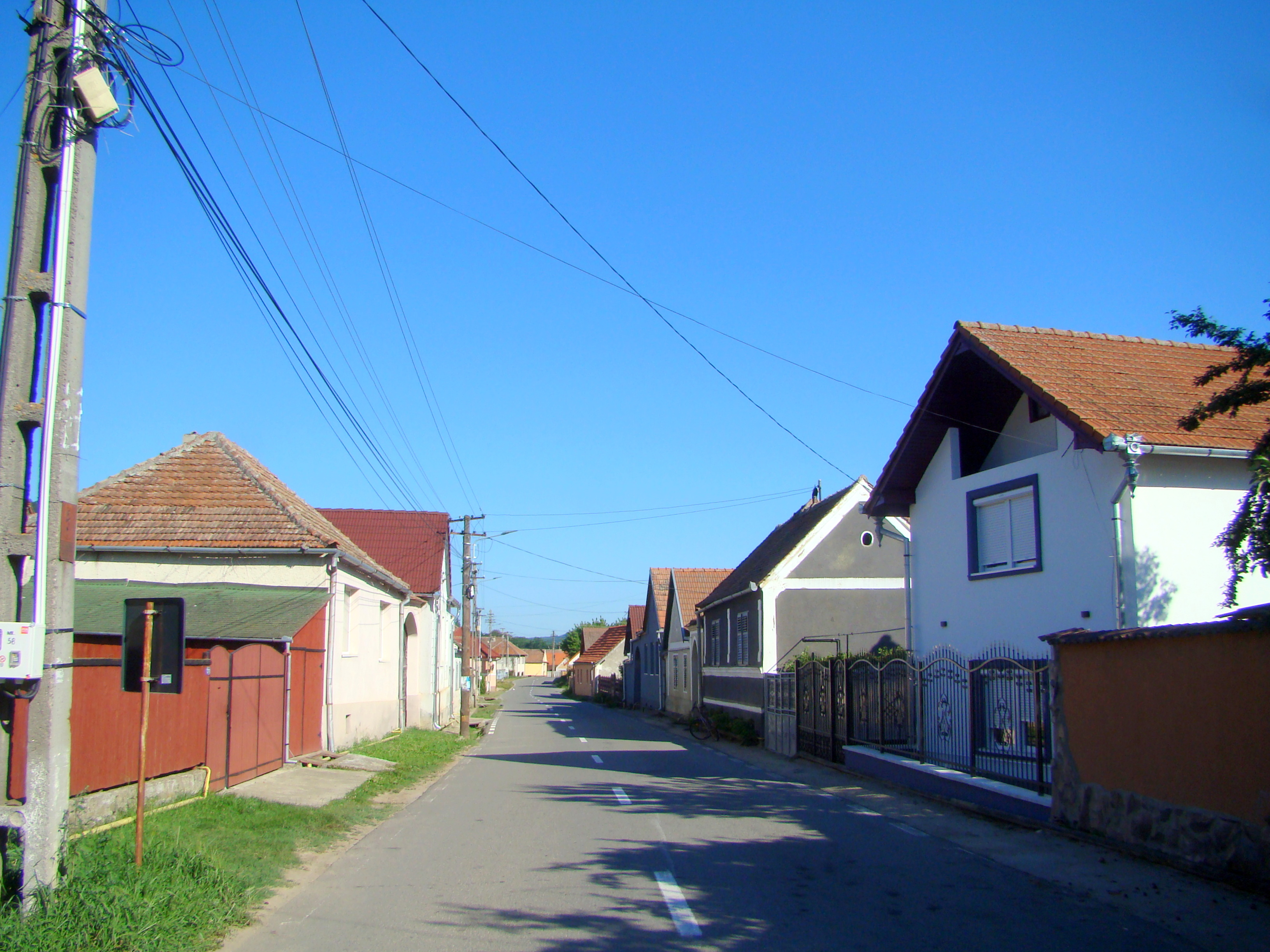
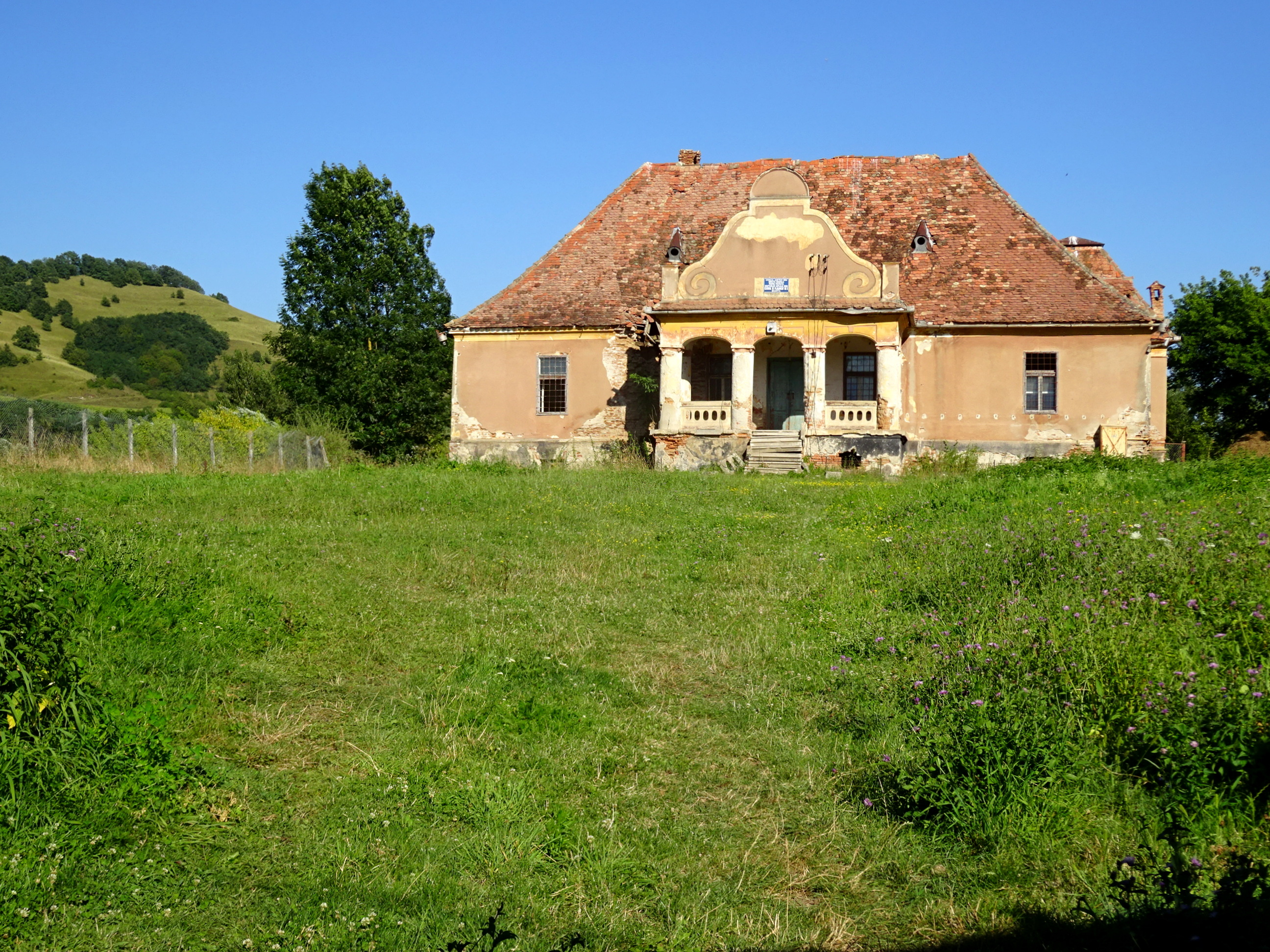
Castelul Tobias din Boarta
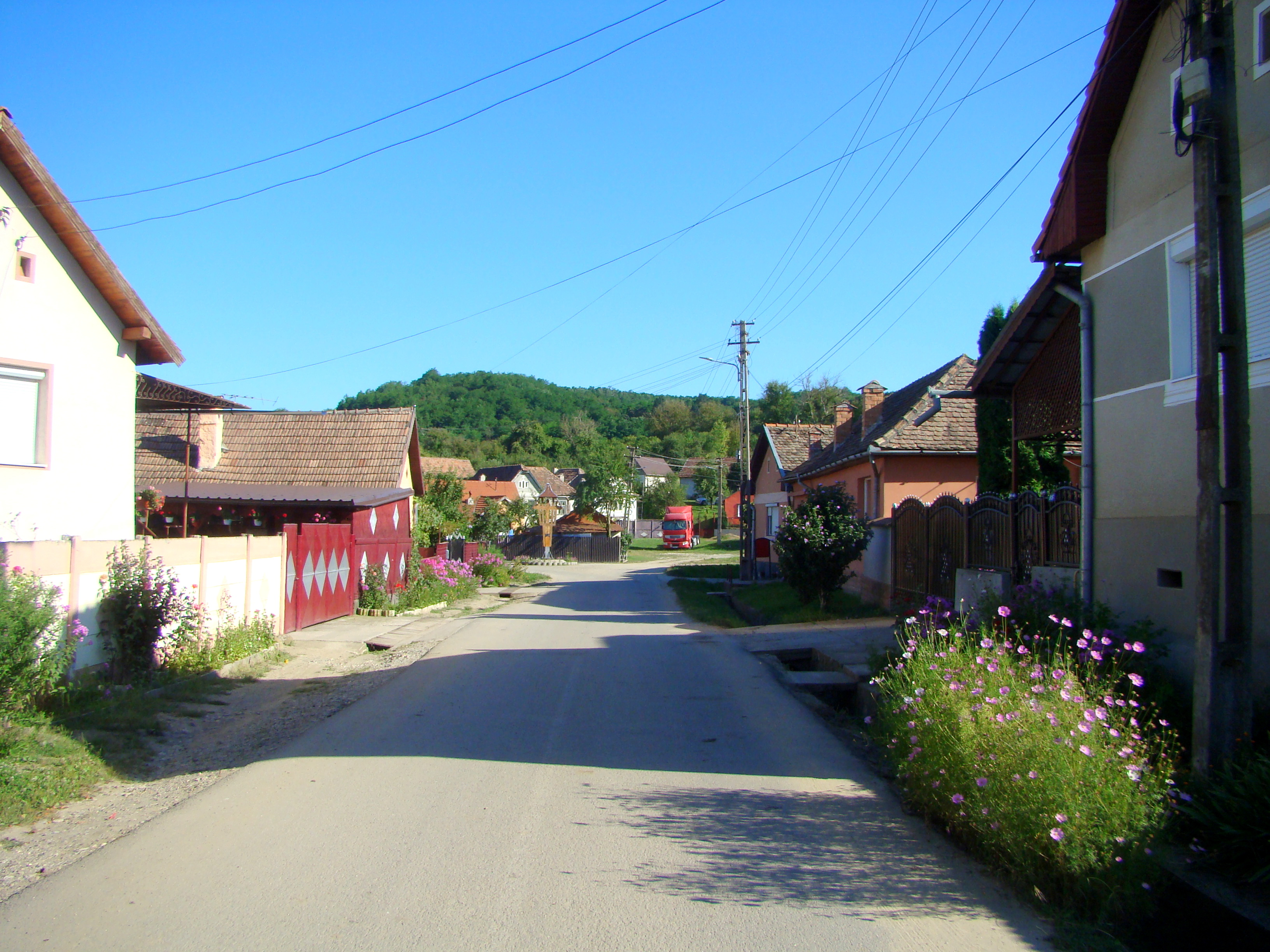